# Johann Jakob Guggenbühl

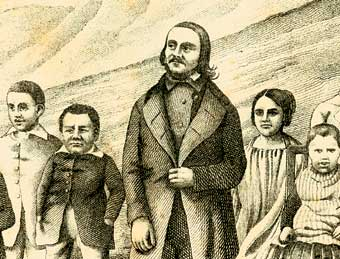
Johann Jakob Guggenbühl etwa Anfang der 1850er Jahre mit einigen der von ihm betreuten Kinder (Abbildung aus: J. Guggenbühl: Die Cretinen-Heilanstalt auf dem Abend-Berg in der Schweiz, Ct. Bern, Bern und St. Gallen, 1853)

Johann Jakob Guggenbühl, auch Johann Jacob Guggenbühl (geboren am 13. August 1816 in Meilen, Kanton Zürich; gestorben am 2. Februar 1863 in Montreux, Kanton Waadt) war ein schweizerischer Arzt und Vorreiter der modernen Behindertenhilfe. Er war überzeugt davon, dass Kinder mit Kretinismus und anderen geistigen Behinderungen lernfähig sind und eine „Stufe der bürgerlichen Brauchbarkeit“ erreichen können. Er gründete 1841 auf dem Abendberg bei Interlaken mit der „Heilanstalt für Kretinen und blödsinnige Kinder“ eine der ersten Einrichtungen für geistig behinderte junge Menschen, die mit wissenschaftlich-medizinischem und pädagogisch-therapeutischem Betreuungsansatz über die bis dahin üblichen konzeptionslosen Verwahranstalten hinausging.
Guggenbühls Anspruch, Kretinismus u. a. durch eine Diät möglicherweise heilen zu können, der nicht seiner ursprünglichen Absicht für die Gründung der Anstalt „Abendberg“ entsprach, sorgte in medizinischen Fachkreisen seiner Zeit zunächst für eine hohe auch internationale Aufmerksamkeit für seine Arbeit. Obwohl er mit diesem Anspruch letztlich scheiterte und seine Anstalt 1860 nach zunehmender Kritik an seinen Methoden und Prinzipien behördlicherseits geschlossen wurde, lieferte er mit seinen Schriften und Erkenntnissen aus der Alltagsarbeit mit den von ihm betreuten Kindern und Jugendlichen über seine Lebenszeit hinausreichende maßgebliche Impulse für die weitere Entwicklung zur heutigen Geistigbehindertenpädagogik.

## Leben und Wirken
Johann Jakob Guggenbühl war der Sohn des Landwirts Hans Jakob Guggenbühl und seiner Ehefrau Maria, geb. Hottinger aus der seinerzeit eigenständigen Gemeinde Obermeilen am Zürichsee.
Er studierte zunächst in Zürich, dann in Bern Medizin, wo er 1836 promovierte. Im Kanton Glarus eröffnete er zwei Jahre später eine Arztpraxis. Betroffen durch den Kontakt zu einem geistig behinderten (kretinen) Kind, begann er, diese Form der Behinderung zu erforschen und gelangte zur Überzeugung, dass der Kretinismus heilbar sei. Erste Erfahrungen mit neuartigen, zum Teil an den Sozialreformer Johann Heinrich Pestalozzi angelehnten pädagogischen Konzepten machte er im landwirtschaftlichen Erziehungsheim von Philipp Emanuel von Fellenberg in Hofwil. In der 1840 erschienenen Abhandlung Hülfsruf aus den Alpen, zur Bekämpfung des schrecklichen Cretinismus stellte Guggenbühl die Ergebnisse seiner Untersuchungen vor und plädierte an die Öffentlichkeit, sich mit dem Ziel einer Heilung der betroffenen Kinder anzunehmen.
Guggenbühl beschreibt die regionalen klimatischen Bedingungen und die schlechten Hygiene-Zustände in den Dörfern als Ursachen für den Kretinismus:
Er entwickelte ein umfassendes Konzept zur Behandlung des Kretinismus und anderer geistiger Behinderungen, das unter anderem gesunde Ernährung, frische Höhenluft, Bewegungstherapie sowie spezielle pädagogische Förderung einschließlich Beschulung vorsah. Mit diesem Konzept eröffnete er 1841 eine „Heilanstalt für Kretinen und blödsinnige Kinder“ auf einem Gehöft in der Nähe von Interlaken.
Sein therapeutisches Konzept beruhte auf „physischen Methoden“. Alle Sinne wurden trainiert, körperliche Bewegung und Beschäftigung gehörten zum täglichen Programm. Er folgte hier den zwei französischen Ärzten Jean Itard und Édouard Séguin, die angeregt durch sensualistische Philosophen wie z. B. Étienne Bonnot de Condillac und John Locke, in ihren Anstalten für geistig behinderte Kinder eine „physiologische Erziehung“ praktizierten, anstatt sie lediglich wegzusperren. Er folgte damit ferner den Prinzipien von Jean-Jacques Rousseau, Johann Heinrich Pestalozzi und Johann Basedow. Die Mehrheit der Mediziner ging zu diesem Zeitpunkt noch davon aus, dass Idiotie angeboren sei und Idioten nicht lernfähig seien.
Obwohl in Fachkreisen die Untersuchungen und die Arbeit Guggenbühls zu seinen Lebzeiten über die Schweizer Landesgrenzen hinaus bekannt und beachtet wurden und bald auch Behinderte aus anderen europäischen Ländern in seine Einrichtung einzogen, blieb ihm die Anerkennung durch die örtlichen Behörden auf längere Sicht verwehrt. Zudem stellte sich heraus, dass Guggenbühls Anspruch und Versprechen, den Kretinismus zu heilen, zu hoch gegriffen war, weswegen die Umstrittenheit seiner Thesen auch in Wissenschaftskreisen zunahm. Die Kritik reichte teilweise bis hin zum Vorwurf der Scharlatanerie. Ein letzter Anlass für die 1860 erfolgende Schließung seiner Heilanstalt durch die Berner Regierung war die Ersetzung der katholischen Haushälterinnen durch protestantische Diakonissen.
Auch wenn Johann Jakob Guggenbühl mit seinem Vorhaben, Kretinismus zu heilen, letztlich gescheitert war, so war seine Arbeit dennoch impulsgebend für neue Formen der Behindertenhilfe und der Geistigbehindertenpädagogik, die in anderen Einrichtungen aufgegriffen und weiterentwickelt wurden, so beispielsweise durch den deutschen Arzt Carl Heinrich Rösch, einen der ersten, der sich Guggenbühls Heilanstalt zum Vorbild nahm und 1847 die Heil- und Pflegeanstalt Mariaberg im Königreich Württemberg gründete, die noch heute unter dem Namen Mariaberg e. V. existiert und sich – mit inzwischen erweiterten stationären als auch ambulanten Angeboten und weiterentwickelter Konzeption – zu einem der größten Dienstleister der Jugend- und Behindertenhilfe im Landkreis Sigmaringen, Baden-Württemberg entwickelt hat. Auch der römisch-katholische Pfarrer Joseph Probst, der die Kretinenanstalt Ecksberg in Bayern ins Leben gerufen hatte, ließ sich von den Ideen Guggenbühls inspirieren, was die Therapie der kretinen Kinder anbelangte. Guggenbühls Ratschlag allerdings, dass Probst Ordensfrauen als Pflegekräfte im Ecksberg einsetzen möge, wurde von Probst nicht befolgt.
Guggenbühl wurde 1857 zum Mitglied der Leopoldina gewählt.

## Zur historischen Einordnung
Kretinismus wurde erst nach Guggenbühl als Erscheinungsbild einer Schilddrüsenfunktionsstörung aufgefasst. Die medizinischen Grundlagen und Bezeichnungen waren zu seiner Zeit unklar. Mit Kretinismus wurden von Medizinern und Heilpädagen unterschiedlichste Symptome bezeichnet: entweder nur anatomisch-physiologische in Verbindung mit geistigen Beeinträchtigungen, aber auch ausschließlich geistige Behinderungen ohne entsprechende anatomisch-physiologische Veränderungen. Guggenbühl ging von folgenden verschiedenen Graden des Kretinismus aus: Alpenkropf, Verkümmerung, Stumpfsinn, Leukäthiopie, Taubstummheit, Blödsinn und Kretinismus des höchsten Grades. Seine Absicht, Kretinismus zu heilen, bezog sich auf Rachitis.
Guggenbühls „Abendberg“ war eine von mehreren heilpädagogischen Einrichtungen in Europa, die den Kretinismus heilen wollten. Die ungewöhnlichen Methoden seines Konzeptes waren nicht erprobt. Die Gegner solcher Anstalten fanden so mühelos viele Angriffspunkte, um Heilungsabsichten komplett ins Reich des Wunschdenkens zu schicken – mit fatalen Folgen für die einzelnen Anstalten. Vom Zusammenbruch der Anstalt „Abendberg“ war die ganze Entwicklung der Heilpädagogik betroffen.

## Schriften (Auswahl)
- Hülfsruf aus den Alpen, zur Bekämpfung des schrecklichen Cretinismus. In: Maltens Bibliothek der neuesten Weltkunde. Band 1, Aarau 1840, S. 191 ff. (online)
- Briefe über den Abendberg und die Heilanstalt für Cretinismus, 1846
- Die Heilung und Verhütung des Cretinismus und ihre neuesten Fortschritte, 1853 (Digitalisat)